# Eisschnelllauf-Sprintweltmeisterschaft 2012

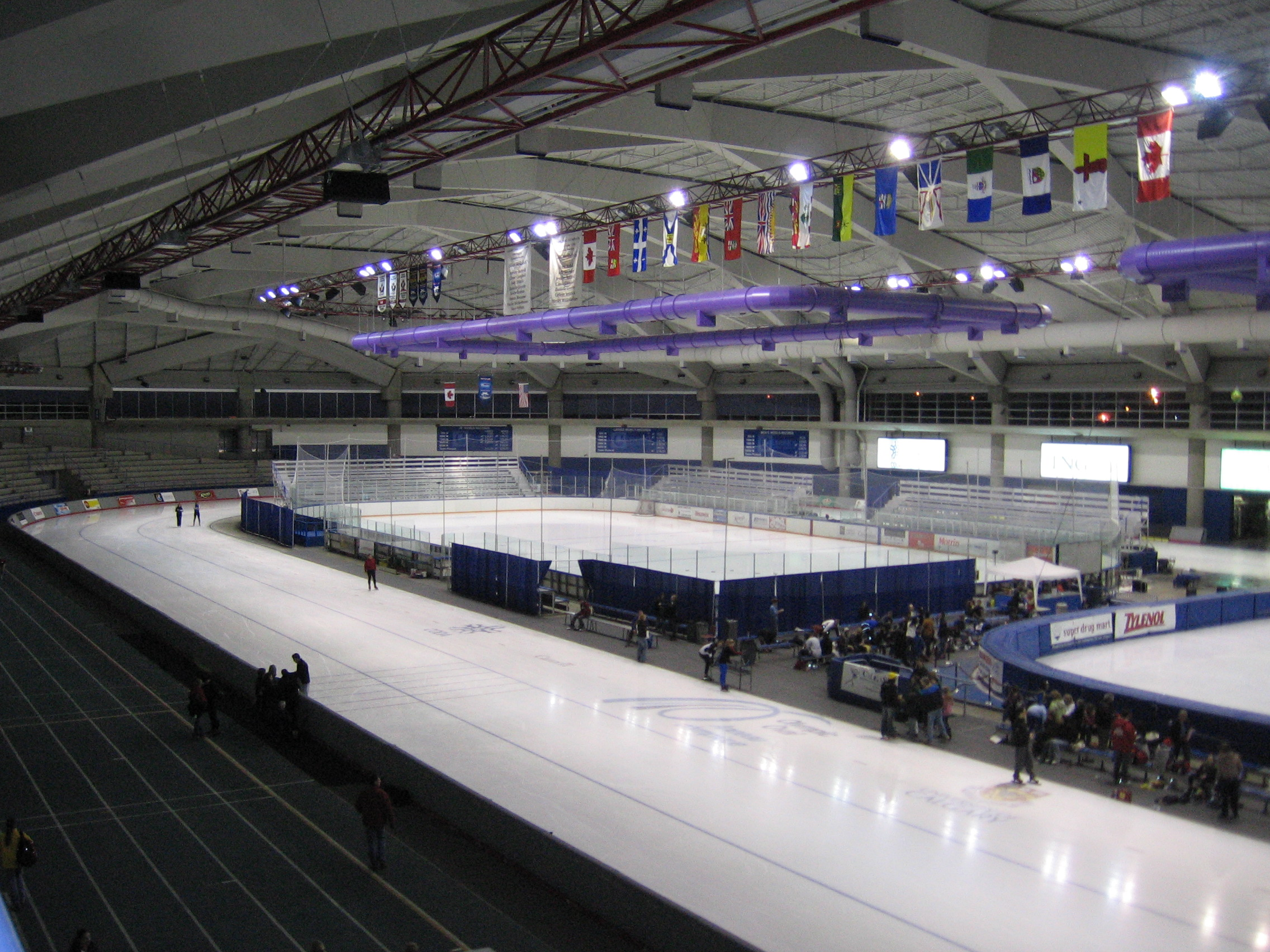
Innenansicht des Olympic Oval, Calgary

Die 43. Eisschnelllauf-Sprintweltmeisterschaft wurde am 28. und 29. Januar 2012 im kanadischen Calgary im Olympic Oval ausgetragen. Calgary war zum vierten Mal Austragungsort der Sprintweltmeisterschaft.
Bei den Frauen siegte erstmals Yu Jing aus China vor Lokalmatadorin Christine Nesbitt und ihrer Landsfrau Zhang Hong.
Bei den Männern gewann Stefan Groothuis aus den Niederlanden. Der koreanische Titelverteidiger Lee Kyou-hyuk gewann Silber vor seinem Teamkollegen Mo Tae-bum.

## Wettbewerb
Bei der Sprintweltmeisterschaft werden vier Strecken gelaufen, je zweimal über die Distanz von 500 m und 1.000 m, An beiden Tagen werden je zwei Strecken gelaufen. Wenn ein Sportler über eine Distanz am ersten Tag auf der Innenbahn startet, so startet er am zweiten Tag auf der Außenbahn oder umgekehrt. Nur die 24 besten Frauen und Männer nach drei Strecken qualifizieren sich für die vierte Strecke.
Die erzielten Zeiten werden in Punkte umgewandelt. Über 500 m entspricht die gelaufene Zeit der Punktzahl, über 1.000 m ergibt die gelaufene Zeit in Sekunden geteilt durch 2 die Punktzahl. Der Athlet mit der niedrigsten Gesamtpunktzahl nach vier Strecken gewinnt die Sprintweltmeisterschaft.

## Teilnehmer
- 61 Athleten nahmen am Wettkampf teil, 27 Frauen[1] und 34 Männer[2]. Insgesamt waren 20 verschiedene Nationen vertreten.

| Teilnehmende Nationen                               | Teilnehmende Nationen           | Teilnehmende Nationen                    | Teilnehmende Nationen              | Teilnehmende Nationen                          |
| --------------------------------------------------- | ------------------------------- | ---------------------------------------- | ---------------------------------- | ---------------------------------------------- |
| Australien Volksrepublik China Deutschland Finnland | Frankreich Italien Japan Kanada | Kasachstan Südkorea Lettland Niederlande | Norwegen Österreich Polen Rumänien | Russland Tschechien Vereinigte Staaten Belarus |

## Ergebnisse

### Frauen

#### Endstand
- Zeigt die zwölf erfolgreichsten Sportlerinnen der Sprint-WM.

| Rang | Name                | 1. Lauf 500 Meter | Punkte | 1. Lauf 1.000 Meter | Punkte | 2. Lauf 500 Meter | Punkte | 2. Lauf 1.000 Meter | Punkte | Gesamt- punkte |
| ---- | ------------------- | ----------------- | ------ | ------------------- | ------ | ----------------- | ------ | ------------------- | ------ | -------------- |
| 1    | Yu Jing             | 37,72 (7)         | 37,720 | 1:14,43 (4)         | 37,220 | 36,94 (1) (CR)    | 36,940 | 1:13,47 (2)         | 36,735 | 148,610        |
| 2    | Christine Nesbitt   | 37,93 (8)         | 37,930 | 1:12,68 (1) (WR)    | 36,340 | 37,89 (10)        | 37,890 | 1:12,94 (1)         | 36,470 | 148,630        |
| 3    | Zhang Hong          | 37,63 (3)         | 37,630 | 1:14,44 (5)         | 37,220 | 37,87 (8)         | 37,870 | 1:13,97 (4)         | 36,985 | 149,705        |
| 4    | Margot Boer         | 37,71 (6)         | 37,710 | 1:14,37 (3)         | 37,185 | 37,83 (6)         | 37,870 | 1:14,17 (6)         | 37,085 | 149,810        |
| 5    | Annette Gerritsen   | 37,67 (4)         | 37,670 | 1:14,67 (7)         | 37,335 | 37,75 (4)         | 37,750 | 1:14,33 (7)         | 37,165 | 149,920        |
| 6    | Heather Richardson  | 38,07 (10)        | 38,070 | 1:14,49 (6)         | 37,245 | 37,85 (7)         | 37,850 | 1:14,05 (5)         | 37,025 | 149,920        |
| 7    | Wang Beixing        | 37,50 (2)         | 37,500 | 1:15,75 (15)        | 37,875 | 37,32 (2)         | 37,320 | 1:15,07 (10)        | 37,535 | 150,230        |
| 8    | Marrit Leenstra     | 38,15 (14)        | 38,150 | 1:14,16 (2)         | 37,080 | 38,29 (18)        | 38,290 | 1:13,89 (3)         | 36,945 | 150,465        |
| 9    | Jenny Wolf          | 37,35 (1)         | 37,350 | 1:14,95 (9)         | 37,475 | 38,04 (12)        | 38,040 | 1:15,61 (14)        | 37,805 | 150,670        |
| 10   | Thijsje Oenema      | 38,09 (12)        | 38,090 | 1:14,92 (8)         | 37,460 | 37,88 (9)         | 37,880 | 1:14,67 (8)         | 37,335 | 150,765        |
| 11   | Lee Sang-hwa        | 37,70 (5)         | 37,700 | 1:15,94 (17)        | 37,970 | 37,36 (3)         | 37,360 | 1:15,58 (13)        | 37,790 | 150,820        |
| 12   | Olga Fatkulina      | 38,33 (17)        | 38,330 | 1:15,28 (11)        | 37,640 | 38,03 (11)        | 38,030 | 1:14,86 (9)         | 37,430 | 151,430        |
|      |                     |                   |        |                     |        |                   |        |                     |        |                |
| 14   | Judith Hesse        | 38,05 (9)         | 38,050 | 1:15,83 (16)        | 37,915 | 37,79 (5)         | 37,790 | 1:17,00 (22)        | 38,500 | 152,255        |
| 26   | Monique Angermüller | 1:10,88 (26)      | 70,880 | 1:15,37 (12)        | 37,685 | DNS               | DNS    | DNS                 | DNS    |                |

Im Falle von Punktgleichheit entscheidet die Zeit der letzten Strecke über die Platzierung.

#### 1. Lauf 500 Meter
| Platz | Name                | Land                | Zeit        | Punkte |
| ----- | ------------------- | ------------------- | ----------- | ------ |
| 1     | Jenny Wolf          | Deutschland         | 37,35 s     | 37,350 |
| 2     | Wang Beixing        | Volksrepublik China | 37,50 s     | 37,500 |
| 3     | Zhang Hong          | Volksrepublik China | 37,63 s     | 37,630 |
| 4     | Annette Gerritsen   | Niederlande         | 37,67 s     | 37,670 |
| 5     | Lee Sang-hwa        | Südkorea            | 37,70 s     | 37,700 |
| 6     | Margot Boer         | Niederlande         | 37,71 s     | 37,710 |
| 7     | Yu Jing             | Volksrepublik China | 37,72 s     | 37,720 |
| 8     | Christine Nesbitt   | Kanada              | 37,93 s     | 37,930 |
|       |                     |                     |             |        |
| 9     | Judith Hesse        | Deutschland         | 38,05 s     | 38,050 |
| 26    | Monique Angermüller | Deutschland         | 1:10,88 min | 70,880 |

#### 1. Lauf 1.000 Meter
| Platz | Name                | Land                | Zeit             | Punkte |
| ----- | ------------------- | ------------------- | ---------------- | ------ |
| 1     | Christine Nesbitt   | Kanada              | 1:12,68 min (WR) | 36,340 |
| 2     | Marrit Leenstra     | Niederlande         | 1:14,16 min      | 37,080 |
| 3     | Margot Boer         | Niederlande         | 1:14,37 min      | 37,185 |
| 4     | Yu Jing             | Volksrepublik China | 1:14,43 min      | 37,220 |
| 5     | Zhang Hong          | Volksrepublik China | 1:14,44 min      | 37,220 |
| 6     | Heather Richardson  | Vereinigte Staaten  | 1:14,49 min      | 37,245 |
| 7     | Annette Gerritsen   | Niederlande         | 1:14,67 min      | 37,335 |
| 8     | Thijsje Oenema      | Niederlande         | 1:14,92 min      | 37,460 |
|       |                     |                     |                  |        |
| 9     | Jenny Wolf          | Deutschland         | 1:14,95 min      | 37,475 |
| 12    | Monique Angermüller | Deutschland         | 1:15,37 min      | 37,685 |
| 16    | Judith Hesse        | Deutschland         | 1:15,83 min      | 37,915 |

#### 2. Lauf 500 Meter
| Platz | Name               | Land                | Zeit    | Punkte |
| ----- | ------------------ | ------------------- | ------- | ------ |
| 1     | Yu Jing            | Volksrepublik China | 36,94 s | 36,940 |
| 2     | Wang Beixing       | Volksrepublik China | 37,32 s | 37,320 |
| 3     | Lee Sang-hwa       | Südkorea            | 37,36 s | 37,360 |
| 4     | Annette Gerritsen  | Niederlande         | 37,75 s | 37,750 |
| 5     | Judith Hesse       | Deutschland         | 37,79 s | 37,790 |
| 6     | Margot Boer        | Niederlande         | 37,83 s | 37,830 |
| 7     | Heather Richardson | Vereinigte Staaten  | 37,85 s | 37,850 |
| 8     | Zhang Hong         | Volksrepublik China | 37,87 s | 37,870 |
|       |                    |                     |         |        |
| 12    | Jenny Wolf         | Deutschland         | 38,04 s | 38,040 |

#### 2. Lauf 1.000 Meter
| Platz | Name               | Land                | Zeit        | Punkte |
| ----- | ------------------ | ------------------- | ----------- | ------ |
| 1     | Christine Nesbitt  | Kanada              | 1:12,94 min | 36,470 |
| 2     | Yu Jing            | Volksrepublik China | 1:13,47 min | 36,735 |
| 3     | Marrit Leenstra    | Niederlande         | 1:13,89 min | 36,945 |
| 4     | Zhang Hong         | Volksrepublik China | 1:13,97 min | 36,985 |
| 5     | Heather Richardson | Vereinigte Staaten  | 1:14,05 min | 37,025 |
| 6     | Margot Boer        | Niederlande         | 1:14,17 min | 37,085 |
| 7     | Annette Gerritsen  | Niederlande         | 1:14,33 min | 37,165 |
| 8     | Thijsje Oenema     | Niederlande         | 1:14,67 min | 37,335 |
|       |                    |                     |             |        |
| 14    | Jenny Wolf         | Deutschland         | 1:15,61 min | 37,805 |
| 22    | Judith Hesse       | Deutschland         | 1:17,00 min | 38,500 |

### Männer

#### Endstand
- Zeigt die zwölf erfolgreichsten Sportler der Sprint-WM.

| Rang | Name              | 1. Lauf 500 Meter | Punkte | 1. Lauf 1.000 Meter | Punkte | 2. Lauf 500 Meter | Punkte | 2. Lauf 1.000 Meter | Punkte | Gesamt- punkte |
| ---- | ----------------- | ----------------- | ------ | ------------------- | ------ | ----------------- | ------ | ------------------- | ------ | -------------- |
| 1    | Stefan Groothuis  | 34,84 (9)         | 34,840 | 1:07,50 (2)         | 33,750 | 34,74 (12)        | 34,740 | 1:06,96 (1) (ER)    | 33,480 | 136,810        |
| 2    | Lee Kyu-hyeok     | 34,33 (1)         | 34,330 | 1:08,01 (4)         | 34,005 | 34,67 (9)         | 34,670 | 1:07,99 (6)         | 33,995 | 137,000        |
| 3    | Mo Tae-bum        | 34,67 (6)         | 34,670 | 1:07,99 (3)         | 33,995 | 34,42 (3)         | 34,420 | 1:07,99 (6)         | 33,995 | 137,080        |
| 4    | Mika Poutala      | 34,62 (5)         | 34,620 | 1:08,20 (7)         | 34,100 | 34,38 (2)         | 34,380 | 1:08,34 (12)        | 34,170 | 137,270        |
| 5    | Shani Davis       | 35,16 (16)        | 35,160 | 1:07,25 (1)         | 33,625 | 35,02 (18)        | 35,020 | 1:07,11 (2)         | 33,555 | 137,360        |
| 6    | Dmitri Lobkow     | 34,46 (2)         | 34,460 | 1:08,10 (6)         | 34,050 | 34,71 (11)        | 34,710 | 1:08,40 (13)        | 34,200 | 137,420        |
| 7    | Hein Otterspeer   | 34,72 (8)         | 34,720 | 1:08,54 (11)        | 34,270 | 34,48 (5)         | 34,480 | 1:08,08 (8)         | 34,040 | 137,510        |
| 8    | Jōji Katō         | 34,56 (4)         | 34,560 | 1:09,08 (19)        | 34,540 | 34,35 (1)         | 34,350 | 1:08,68 (17)        | 34,340 | 137,790        |
| 9    | Jamie Gregg       | 34,69 (7)         | 34,690 | 1:09,13 (20)        | 34,565 | 34,48 (5)         | 34,480 | 1:08,23 (9)         | 34,120 | 137,855        |
| 10   | Muncef Ouardi     | 34,54 (3)         | 34,540 | 1:09,06 (18)        | 34,530 | 34,69 (10)        | 34,690 | 1:08,56 (16)        | 34,285 | 138,045        |
| 11   | Alexei Jessin     | 35,26 (21)        | 35,260 | 1:08,51 (10)        | 34,255 | 34,77 (13)        | 34,770 | 1:07,84 (4)         | 33,920 | 138,205        |
| 12   | Artjom Kusnezow   | 34,92 (13)        | 34,920 | 1:09,27 (23)        | 34,635 | 34,63 (8)         | 34,680 | 1:08,77 (18)        | 34,385 | 138,570        |
|      |                   |                   |        |                     |        |                   |        |                     |        |                |
| 19   | Samuel Schwarz    | 35,65 (28)        | 35,650 | 1:09,02 (15)        | 34,510 | 35,16 (21)        | 35,160 | 1:08,50 (14)        | 34,250 | 139,570        |
| 30   | Denny Ihle        | 35,23 (19)        | 35,230 | 1:10,78 (31)        | 35,390 | 35,40 (26)        | 35,400 | DNS                 | DNS    |                |
| 32   | Bram Smallenbroek | 37,09 (34)        | 37,090 | 1:11,02 (32)        | 35,510 | 36,71 (32)        | 36,710 | DNS                 | DNS    |                |

Im Falle von Punktgleichheit entscheidet die Zeit der letzten Strecke über die Platzierung.

#### 1. Lauf 500 Meter
| Platz | Name              | Land        | Zeit    | Punkte |
| ----- | ----------------- | ----------- | ------- | ------ |
| 1     | Lee Kyu-hyeok     | Südkorea    | 34,33 s | 34,330 |
| 2     | Dmitri Lobkow     | Russland    | 34,46 s | 34,460 |
| 3     | Muncef Ouardi     | Kanada      | 34,54 s | 34,540 |
| 4     | Jōji Katō         | Japan       | 34,56 s | 34,560 |
| 5     | Mika Poutala      | Finnland    | 34,62 s | 34,620 |
| 6     | Mo Tae-bum        | Südkorea    | 34,67 s | 34,670 |
| 7     | Jamie Gregg       | Kanada      | 34,69 s | 34,690 |
| 8     | Hein Otterspeer   | Niederlande | 34,72 s | 34,720 |
|       |                   |             |         |        |
| 19    | Denny Ihle        | Deutschland | 35,23 s | 35,230 |
| 28    | Samuel Schwarz    | Deutschland | 35,65 s | 35,650 |
| 34    | Bram Smallenbroek | Österreich  | 37,09 s | 37,090 |

#### 1. Lauf 1.000 Meter
| Platz | Name              | Land               | Zeit        | Punkte |
| ----- | ----------------- | ------------------ | ----------- | ------ |
| 1     | Shani Davis       | Vereinigte Staaten | 1:07,25 min | 33,625 |
| 2     | Stefan Groothuis  | Niederlande        | 1:07,50 min | 33,750 |
| 3     | Mo Tae-bum        | Südkorea           | 1:07,99 min | 33,995 |
| 4     | Lee Kyu-hyeok     | Südkorea           | 1:08,01 min | 34,005 |
| 5     | Denny Morrison    | Kanada             | 1:08,05 min | 34,025 |
| 6     | Dmitri Lobkow     | Russland           | 1:08,10 min | 34,050 |
| 7     | Mika Poutala      | Finnland           | 1:08,20 min | 34,100 |
| 8     | Haralds Silovs    | Lettland           | 1:08,31 min | 34,160 |
|       |                   |                    |             |        |
| 15    | Samuel Schwarz    | Deutschland        | 1:09,02 min | 34,510 |
| 31    | Denny Ihle        | Deutschland        | 1:10,78 min | 35,390 |
| 32    | Bram Smallenbroek | Österreich         | 1:11,02 min | 35,510 |

#### 2. Lauf 500 Meter
| Platz | Name              | Land        | Zeit    | Punkte |
| ----- | ----------------- | ----------- | ------- | ------ |
| 1     | Jōji Katō         | Japan       | 34,35 s | 34,350 |
| 2     | Mika Poutala      | Finnland    | 34,38 s | 34,990 |
| 3     | Mo Tae-bum        | Südkorea    | 34,42 s | 34,420 |
| 4     | Yūya Oikawa       | Japan       | 34,43 s | 34,430 |
| 5     | Jamie Gregg       | Kanada      | 34,48 s | 34,480 |
| 5     | Hein Otterspeer   | Niederlande | 34,48 s | 34,480 |
| 7     | Artur Waś         | Polen       | 34,61 s | 34,610 |
| 8     | Artjom Kusnezow   | Russland    | 34,63 s | 34,630 |
|       |                   |             |         |        |
| 21    | Samuel Schwarz    | Deutschland | 35,16 s | 35,160 |
| 26    | Denny Ihle        | Deutschland | 35,40 s | 35,400 |
| 32    | Bram Smallenbroek | Österreich  | 36,71 s | 36,710 |

#### 2. Lauf 1.000 Meter
| Platz | Name             | Land               | Zeit             | Punkte |
| ----- | ---------------- | ------------------ | ---------------- | ------ |
| 1     | Stefan Groothuis | Niederlande        | 1:06,96 min (ER) | 33,480 |
| 2     | Shani Davis      | Vereinigte Staaten | 1:07,11 min      | 33,555 |
| 3     | Sjoerd de Vries  | Niederlande        | 1:07,72 min      | 33,860 |
| 4     | Alexei Jessin    | Russland           | 1:07,84 min      | 33,920 |
| 5     | Haralds Silovs   | Lettland           | 1:07,98 min      | 33,990 |
| 6     | Mo Tae-bum       | Südkorea           | 1:07,99 min      | 33,995 |
| 6     | Lee Kyu-hyeok    | Südkorea           | 1:07,99 min      | 33,995 |
| 8     | Hein Otterspeer  | Niederlande        | 1:08,08 min      | 34,040 |
|       |                  |                    |                  |        |
| 14    | Samuel Schwarz   | Deutschland        | 1:08,50 min      | 34,250 |